# Alma (bateau)
Pour les articles homonymes, voir Alma.
Alma est une gabare gréée en goélette qui a été construite en 1891. Elle est maintenant navire musée conservée en tant que monument historique national au San Francisco Maritime National Historical Park à San Francisco, en Californie.

## Historique
Alma est une goélette à fond plat construite en 1891 par Fred Siemer dans son chantier naval de Hunters Point à San Francisco. Comme les nombreuses autres goélettes locales de l'époque, elle a été conçue pour transporter des marchandises sur et autour de la baie de San Francisco, mais transporte maintenant des personnes. Capables de naviguer dans les criques et les marécages peu profonds du delta de la rivière Sacramento et San Joaquin, les coques solides et robustes des chalands pouvaient reposer en toute sécurité sur le fond et offraient une plate-forme plate et stable pour le chargement et le déchargement. Bien qu'elles soient principalement conçues comme des voiliers, les goélettes à chaland pouvaient également être tirées de la berge ou manœuvrées à la perche dans les bas-fonds du delta.
Jusqu'en 1918, Alma a transporté une variété de marchandises à la voile, y compris du foin et du bois. Par la suite, elle a été démâtée et utilisée comme barge porteuse de sel. En 1926, un moteur à essence fut installé et Alma devint une goélette ostréicole de dragage, restant dans ce commerce jusqu'en 1957.
Bien que construite et exploitée sur la baie de San Francisco, l'Alma est à bien des égards indiscernable des chalands lancés et navigués sur la baie de Chesapeake, la côte du golfe, les Grands Lacs, les rivières intérieures et d'autres eaux côtières des États-Unis. Aucune goélette à l'exception d'Alma n'est connue pour survivre à flot aux États-Unis.

## Préservation
En 1959, Alma a été achetée par l'État de Californie et la restauration a commencé en 1964. Elle a été ajoutée au registre national des lieux historiques le 10 octobre 1975. En 1988, elle a été désignée monument historique national,. Elle est maintenant l'une des expositions du parc historique national maritime de San Francisco et se trouve amarrée à Hyde Street Pier (en).

## Galerie

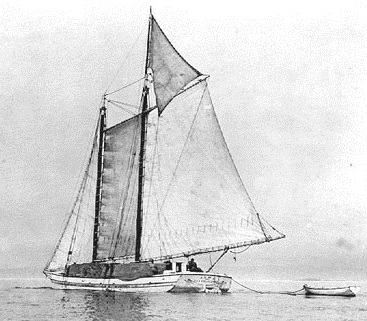
Alma sous voiles (C.1900)
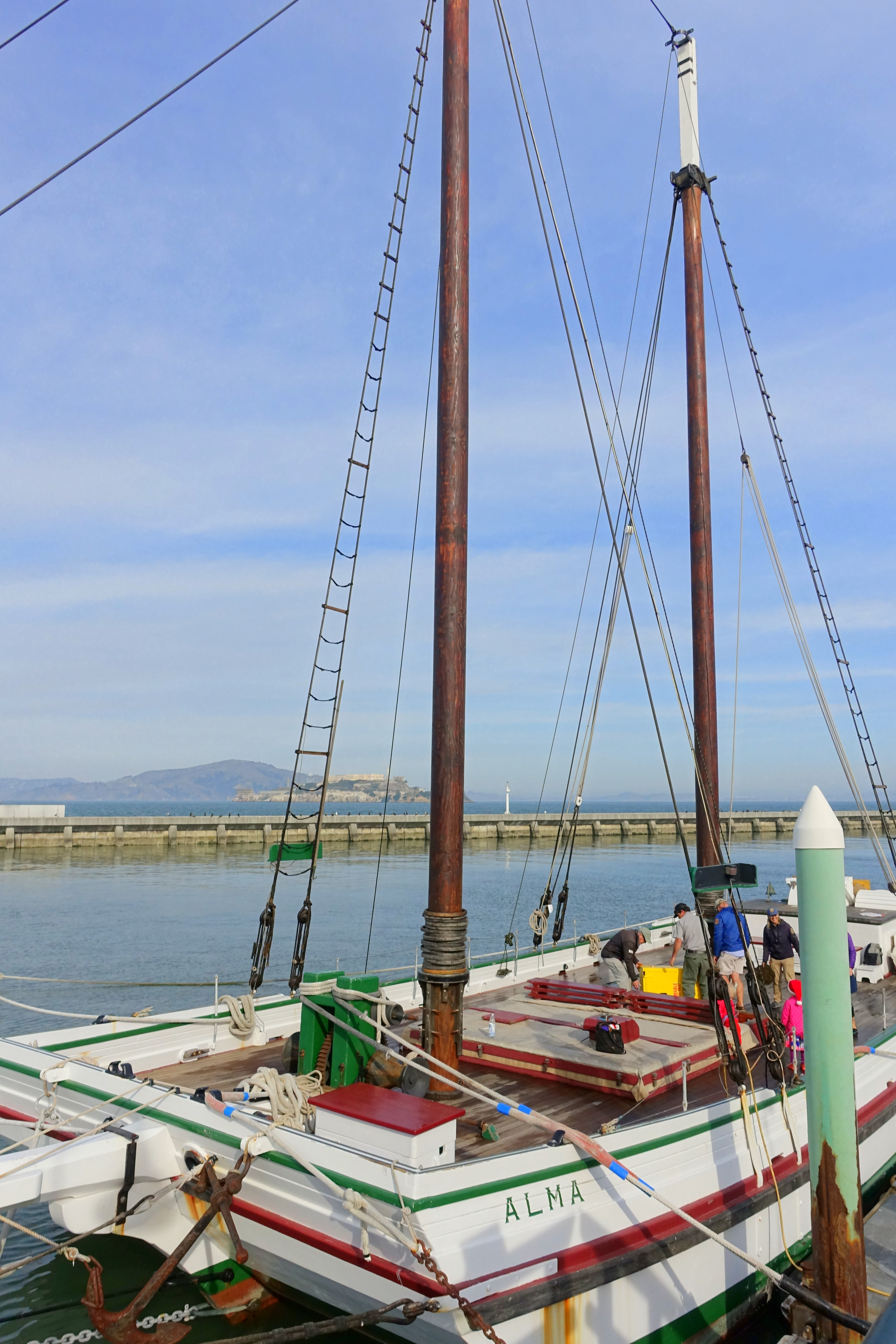
Alma (en poupe)